# Theodore Arthur Burrows
Theodore Arthur Burrows est un entrepreneur et homme politique canadien, Lieutenant-gouverneur de la province du Manitoba de 1926 à 1929.